# Pneumatopteris japenensis
Pneumatopteris japenensis är en kärrbräkenväxtart som beskrevs av Holtt. Pneumatopteris japenensis ingår i släktet Pneumatopteris och familjen Thelypteridaceae. Inga underarter finns listade.